# María José Álvarez Mezquíriz
María José Álvarez Mezquíriz  (Bilbao, 1957) es una empresaria española, presidenta ejecutiva del Grupo Eulen.

## Biografía
Nació en Bilbao y es hija de María Mezquíriz Ganchegui y Davíd Álvarez Díez Tiene seis hermanos.  Licenciada en Derecho por la Universidad Complutense de Madrid. Diplomada en Derecho Comunitario por la Universidad Católica de Lovaina La Nueva (Bélgica), con un máster en Comercio Exterior por el Instituto de Empresa.

### Trayectoria profesional
Empezó a trabajar en la empresa del grupo Eulen a los veinticuatro años haciendo estadística de absentismo. Trabajó muchos años en producción realizando altas, bajas, reuniones con comités, organizar y montar servicios. Estuvo en diversos puestos de responsabilidad en el Grupo, alcanzando el cargo de directora adjunta de asesoría jurídica. En 1993 creó el departamento de auditoría y control.  Tuvo a su cargo la puesta en marcha del proyecto de un complejo cárnico integral en la montaña oriental de León. Proyecto cárnico como ejemplo de proyecto de desarrollo rural en la exposición internacional de Hannover 2000.  Directora general de la empresa DEMASA. Directora general de la Zona Centro del Grupo. Adjunta a la presidencia para las relaciones internacionales del Grupo. Directora de gestión de la calidad. En 2010 fue nombrada vicepresidenta del Grupo Eulen, siendo miembro del consejo de administración. Desde 2017, es presidenta del Grupo Eulen, de empresas de servicios.

## Premios y reconocimientos
- 1999, Fue elegida Mujer Empresaria del Año por la Federación Española de Mujeres Empresarias.[2]
- 2001, Premio a la Iniciativa Empresarial en la Comunidad de Castilla y León.[2]
- 2003, Premio Montblanc a la Mujer Directiva.[2]
- 2006, El Círculo Empresarial Leonés le otorgó el Círculo de Oro.[2]
- 2017, Reconocida por la Cámara de Comercio de España-Estados Unidos como Business Leader of the Year.[2]
- 2019, Empresaria 2019, por su liderazgo.[2]
- 2022, Premio Cambio16 en la categoría de Mujer.[5]